# Yu-Gi-Oh! Worldwide Edition: Stairway to the Destined Duel
Yu-Gi-Oh! Worldwide Edition: Stairway to the Destined Duel (Japans: 遊☆戯☆王！デュエルモンスターズ インターナショナル Yu-Gi-Ō!; Deyueru Monsutāzu Intānashonaru)  is een computerspel voor de Game Boy Advance, gebaseerd op de Yu-Gi-Oh!-franchise. Het spel speelt zich af tijdens de Battle City saga van de tweede animeserie.

## Personages

### Primaire personages
- Yugi Muto
- Seto Kaiba
- Teá Gardner
- Solomon Muto
- Mai Valentine
- Joey Wheeler
- Ryo Bakura

### Ontsluitbare personages
- Maximillion Pegasus
- Marik Ishtar
- Ishizu Ishtar
- Bandit Keith
- Duke Devlin
- Mokuba Kaiba
- Shadi
- Odion Ishtar
- Strings
- "Rare Hunter"
- Umbra and Lumis
- Arkana

## Gameplay
Aan het begin van het spel kan een speler kiezen uit drie decks van elk 40 of meer kaarten. Zodra de speler een deck heeft gekozen, verschijnt een Battle City-kaart, waarover de speler zich kan voortbewegen. De kaart is verdeeld in verschillende gebieden, met elk drie duellisten.
De speler moet minimaal eenmaal duelleren met elk personage om te zien welke personages zich waar bevinden. Daarnaast zijn er nog andere opdrachten te vervullen.
De primaire uitdaging in het spel is de Piramide. Hier moet de speler het opnemen tegen Téa en Joey, die beide onder controle staan van Marik, twee Rare Hunters, en ten slotte Marik zelf.

## Gebeurtenissen/uitdagingen
- Challenge Cup en Kaiba Corp Cup: deze evenementen vinden eenmaal per maand plaats.

- Weekend Tournaments: meestal op zaterdag gehouden, bestaat uit een gevecht met een willekeurige tegenstander, waarvan de beste in drie wedstrijden wint.

- Limitation Tournaments: wordt beschikbaar nadat alle andere missies zijn uitgespeeld.

- Target Week: wordt elke week gehouden door een van de Battle City-officials.

### Puntensysteem
Punten zijn belangrijk voor het spel, omdat ze andere personages en kaarten kunnen ontsluiten. Punten kunnen worden verdiend door tegenstanders te verslaan.
De puntenverdeling is als volgt:
- Win individueel duel: +50 punten
- Verlies individueel duel: -30 punten
- Gelijkspel in een individueel duel: +20 punten
- Win wedstrijd: +150 punten
- Verlies wedstrijd: -50 punten
- Gelijkspel wedstrijd: -30 punten
- Win 2 wedstrijden op rij: +300 punten
- Win de Target Week: +200 punten

## Sub-menu
- Password: een manier om kaarten te verdienen. Een wachtwoord bestaat uit acht tekens. Via een wachtwoord kan men van elke kaart één kopie in handen krijgen.
- Trading: dit stelt spelers in staat kaarten uit te wisselen, indien hun Game Boy’s zijn verbonden met een kabel.
- Link Duel: voor duels tussen twee spelers.
- Card Limitation: een optie om de kaartlimiet uit te zetten.
- Deck and Trunk: hier kan men zijn of haar deck bewerken.

## Ontvangst
| Beoordeeld door        | Jaar | Platform | Score |
| ---------------------- | ---- | -------- | ----- |
| Game Chronicles        | 2003 | 88%      |       |
| Netjak                 | 2003 | 80%      |       |
| Game Informer Magazine | 2003 | 75%      |       |
| Jeuxvideo.com          | 2003 | 70%      |       |
| GameZone               | 2003 | 68%      |       |
| GameSpot               | 2003 | 61%      |       |
| GameSpy                | 2003 | 60%      |       |